# 2012년 하계 올림픽 펜싱 여자 플뢰레 단체
런던의 2012년 하계 올림픽 펜싱 여자 플뢰레 단체전은 8월 2일에 엑셀 박람회관에서 진행되었다.

## 토너먼트 형식
9팀이 여자 플뢰레 단체전에 참가하였다. 본선에 출전하는 팀들은 FIE 랭킹에 따라 대진이 정해졌다. 영국은 개최국 자격으로 모든 종목을 선택 여부에 따라 참전할 수 있는 자격이 주어졌다. 영국은 이 토너먼트에 참가하여 첫경기에서 9번 시드의 이집트를 상대하여 승리하며 8강전에서 나머지 7개의 참가팀들과 만났다. 8강전에서 패한 팀들도 두 경기를 더 치러 5위에서 8위까지의 순위를 결정한다. 반대로, 8강전에서 승리한 팀들은 준결승전에서 서로와 맞붙는다. 준결승전에서 승리한 두 팀은 금메달 결정전으로, 패한 팀들은 동메달 결정전으로 이동한다.
단체전은 먼저 45투셰를 기록하거나, 정규시간이 지나고 더 많은 투셰를 기록한 팀이 승리한다.

## 경기 일정
일정은 모두 서유럽 여름시간 (UTC+1) 을 기준으로 하고 있다.
| 일자                  | 시각  | 라운드                      |
| --------------------- | ----- | --------------------------- |
| 2012년 8월 2일 목요일 | 09:00 | 16강전                      |
| 2012년 8월 2일 목요일 | 10:30 | 8강전                       |
| 2012년 8월 2일 목요일 | 12:00 | 5-8위 결정전                |
| 2012년 8월 2일 목요일 | 13:30 | 준결승전                    |
| 2012년 8월 2일 목요일 | 15:00 | 5-6위 결정전 / 7-8위 결정전 |
| 2012년 8월 2일 목요일 | 18:00 | 동메달 결정전               |
| 2012년 8월 2일 목요일 | 19:15 | 결승전                      |

## 경기 결과

### 본선 대진
|  | 16강전 | 16강전 | 16강전 |  |  | 8강전 | 8강전    | 8강전  |    |   | 준결승전 | 준결승전 | 준결승전 |               |               | 결승전        | 결승전 | 결승전 |
|  |        |        |        |  |  |       |          |        |    |   |          |          |          |               |               |               |        |        |
|  |        |        |        |  |  |       |          |        |    |   |          |          |          |               |               |               |        |        |
|  |        |        |        |  |  | 1     | 이탈리아 | 42     |    |   |          |          |          |               |               |               |        |        |
|  | 9      | 이집트 | 34     |  |  | 8     | 영국     | 14     |    |   |          |          |          |               |               |               |        |        |
|  | 8      | 영국   | 45     |  |  |       |          |        |    | 1 | 이탈리아 | 45       |          |               |               |               |        |        |
|  |        |        |        |  |  |       | 4        | 프랑스 | 22 |   |          |          |          |               |               |               |        |        |
|  |        |        |        |  |  | 5     | 폴란드   | 31     |    |   |          |          |          |               |               |               |        |        |
|  |        |        |        |  |  | 4     | 프랑스   | 42     |    |   |          |          |          |               |               |               |        |        |
|  |        |        |        |  |  |       |          |        |    |   | 1        | 이탈리아 | 45       |               |               |               |        |        |
|  |        |        |        |  |  |       | 2        | 러시아 | 31 |   |          |          |          |               |               |               |        |        |
|  |        |        |        |  |  | 3     | 대한민국 | 45     |    |   |          |          |          |               |               |               |        |        |
|  |        |        |        |  |  | 6     | 미국     | 31     |    |   |          |          |          |               |               |               |        |        |
|  |        |        |        |  |  |       |          |        |    | 3 | 대한민국 | 32       |          | 동메달 결정전 | 동메달 결정전 | 동메달 결정전 |        |        |
|  |        |        |        |  |  |       | 2        | 러시아 | 44 |   |          |          |          |               |               |               |        |        |
|  |        |        |        |  |  | 7     | 일본     | 17     |    |   |          |          |          |               | 4             | 프랑스        | 32     |        |
|  |        |        |        |  |  | 2     | 러시아   | 45     |    | 3 | 대한민국 | 45       |          |               |               |               |        |        |
|  |        |        |        |  |  |       |          |        |    |   |          |          |          |               |               |               |        |        |

### 순위 결정전
|  | 5-8위 결정전 |              |              |  |   |              |              |              |
|  | 8            | 영국         | 20           |  |   |              |              |              |
|  | 5            | 폴란드       | 43           |  |   | 5-6위 결정전 | 5-6위 결정전 | 5-6위 결정전 |
|  |              |              |              |  |   | 5            | 폴란드       | 45           |
|  | 5-8위 결정전 | 5-8위 결정전 | 5-8위 결정전 |  | 6 | 미국         | 39           |              |
|  | 6            | 미국         | 44           |  |   |              |              |              |
|  | 7            | 일본         | 22           |  |   | 7-8위 결정전 | 7-8위 결정전 | 7-8위 결정전 |
|  |              |              |              |  |   | 8            | 영국         | 21           |
|  |              |              |              |  |   | 7            | 일본         | 30           |

## 경기 정보

### 16강전
| 이집트           | 34 – 45 | 영국            |
| 에만 가베르      | 5 – 3   | 애나 벤틀리     |
| 에만 엘 가말     | 1 – 6   | 나탈리아 셰파드 |
| 샤이마아 엘 가말 | 2 – 3   | 소피 트로이아노 |
| 라나 엘 후세이니 | 1 – 6   | 안나 벤틀리     |
| 에만 가베르      | 7 – 5   | 소피 트로이아노 |
| 샤이마아 엘 가말 | 3 – 7   | 나탈리아 셰파드 |
| 라나 엘 후세이니 | 2 – 3   | 소피 트로이아노 |
| 샤이마아 엘 가말 | 6 – 3   | 안나 벤틀리     |
| 에만 가베르      | 7 – 9   | 나탈리아 셰파드 |

### 8강전
| 이탈리아             | 42 – 14 | 영국            |
| 발렌티나 베찰리      | 5 – 2   | 애나 벤틀리     |
| 엘리사 디 프란치스카 | 5 – 0   | 나탈리아 셰파드 |
| 아리안나 에리고      | 5 – 1   | 소피 트로이아노 |
| 엘리사 디 프란치스카 | 5 – 2   | 안나 벤틀리     |
| 발렌티나 베찰리      | 5 – 0   | 소피 트로이아노 |
| 아리안나 에리고      | 5 – 4   | 나탈리아 셰파드 |
| 엘리사 디 프란치스카 | 5 – 0   | 소피 트로이아노 |
| 아리안나 에리고      | 5 – 3   | 안나 벤틀리     |
| 발렌티나 베찰리      | 2 – 2   | 나탈리아 셰파드 |

| 폴란드                    | 31 – 42 | 프랑스          |
| 마우고르자타 보이트코비악 | 4 – 5   | 코랭 메이트르장 |
| 실비아 그루하와           | 0 – 5   | 이사오라 티뷔   |
| 마르티나 시노라즈카       | 2 – 5   | 아스트래 귀야르 |
| 마우고르자타 보이트코비악 | 1 – 5   | 이사오라 티뷔   |
| 마르티나 시노라즈카       | 4 – 5   | 코랭 메이트르장 |
| 실비아 그루하와           | 4 – 5   | 아스트래 귀야르 |
| 마르티나 시노라즈카       | 6 – 5   | 이사오라 티뷔   |
| 마우고르자타 보이트코비악 | 4 – 4   | 아스트래 귀야르 |
| 실비아 그루하와           | 6 – 3   | 코랭 메이트르장 |

| 대한민국 | 45 – 31 | 미국            |
| 남현희   | 5 – 3   | 니콜 로스       |
| 정길옥   | 4 – 1   | 리 키퍼         |
| 전희숙   | 2 – 2   | 은징가 프레스콧 |
| 정길옥   | 3 – 4   | 니콜 로스       |
| 남현희   | 5 – 4   | 은징가 프레스콧 |
| 전희숙   | 7 – 1   | 리 키퍼         |
| 정길옥   | 4 – 6   | 은징가 프레스콧 |
| 전희숙   | 9 – 6   | 니콜 로스       |
| 남현희   | 6 – 4   | 리 키퍼         |

| 일본            | 17 – 45 | 러시아                |
| 이케하타 가나에 | 0 – 4   | 인나 데리글라조바     |
| 니시오카 시호   | 2 – 6   | 아이다 샤나예바       |
| 스가와라 치에코 | 1 – 5   | 카밀라 가푸르지아노바 |
| 니시오카 시호   | 0 – 5   | 인나 데리글라조바     |
| 이케하타 가나에 | 4 – 1   | 카밀라 가푸르지아노바 |
| 스가와라 치에코 | 5 – 4   | 아이다 샤나예바       |
| 히라타 쿄미     | 1 – 4   | 카밀라 가푸르지아노바 |
| 스가와라 치에코 | 2 – 7   | 인나 데리글라조바     |
| 이케하타 가나에 | 2 – 9   | 아이다 샤나예바       |

### 5-8위 결정전
| 영국            | 20 – 43 | 폴란드                    |
| 나탈리아 셰파드 | 2 – 2   | 마우고르자타 보이트코비악 |
| 소피 트로이아노 | 2 – 8   | 실비아 그루하와           |
| 애나 벤틀리     | 2 – 5   | 마르티나 시노라즈카       |
| 소피 트로이아노 | 3 – 2   | 카롤리나 흘레빈스카       |
| 나탈리아 셰파드 | 1 – 4   | 마르티나 시노라즈카       |
| 안나 벤틀리     | 2 – 6   | 실비아 그루하와           |
| 소피 트로이아노 | 3 – 7   | 마르티나 시노라즈카       |
| 안나 벤틀리     | 3 – 6   | 카롤리나 흘레빈스카       |
| 나탈리아 셰파드 | 2 – 3   | 실비아 그루하와           |

| 미국            | 44 – 22 | 일본            |
| 리 키퍼         | 5 – 0   | 스가와라 치에코 |
| 은징가 프레스콧 | 4 – 0   | 이케하타 가나에 |
| 니콜 로스       | 6 – 5   | 히라타 쿄미     |
| 은징가 프레스콧 | 5 – 0   | 스가와라 치에코 |
| 리 키퍼         | 4 – 6   | 히라타 쿄미     |
| 도리스 윌레트   | 4 – 2   | 이케하타 가나에 |
| 은징가 프레스콧 | 6 – 4   | 히라타 쿄미     |
| 도리스 윌레트   | 4 – 5   | 스가와라 치에코 |
| 리 키퍼         | 6 – 0   | 이케하타 가나에 |

### 준결승전
| 이탈리아             | 45 – 22 | 프랑스          |
| 발렌티나 베찰리      | 4 – 2   | 코랭 메이트르장 |
| 아리안나 에리고      | 6 – 5   | 아스트래 귀야르 |
| 엘리사 디 프란치스카 | 5 – 1   | 이사오라 티뷔   |
| 아리안나 에리고      | 5 – 2   | 코랭 메이트르장 |
| 발렌티나 베찰리      | 5 – 3   | 이사오라 티뷔   |
| 엘리사 디 프란치스카 | 5 – 2   | 아스트래 귀야르 |
| 아리안나 에리고      | 5 – 1   | 이사오라 티뷔   |
| 엘리사 디 프란치스카 | 5 – 4   | 코랭 메이트르장 |
| 발렌티나 베찰리      | 5 – 2   | 아스트래 귀야르 |

| 대한민국 | 32 – 44 | 러시아                |
| 남현희   | 0 – 4   | 인나 데리글라조바     |
| 정길옥   | 3 – 2   | 아이다 샤나예바       |
| 전희숙   | 3 – 7   | 라리사 코로베이니코바 |
| 정길옥   | 3 – 6   | 인나 데리글라조바     |
| 남현희   | 0 – 0   | 라리사 코로베이니코바 |
| 전희숙   | 7 – 6   | 아이다 샤나예바       |
| 정길옥   | 2 – 4   | 라리사 코로베이니코바 |
| 전희숙   | 3 – 6   | 인나 데리글라조바     |
| 남현희   | 11 – 9  | 아이다 샤나예바       |

### 7-8위 결정전
| 영국            | 21 – 30 | 일본            |
| 나탈리아 셰파드 | 1 – 0   | 스가와라 치에코 |
| 소피 트로이아노 | 1 – 2   | 이케하타 가나에 |
| 애나 벤틀리     | 2 – 5   | 히라타 쿄미     |
| 소피 트로이아노 | 1 – 3   | 스가와라 치에코 |
| 나탈리아 셰파드 | 1 – 3   | 히라타 쿄미     |
| 마티나 에마누엘 | 3 – 3   | 이케하타 가나에 |
| 소피 트로이아노 | 3 – 4   | 히라타 쿄미     |
| 마티나 에마누엘 | 4 – 5   | 스가와라 치에코 |
| 나탈리아 셰파드 | 5 – 5   | 이케하타 가나에 |

### 5-6위 결정전
| 폴란드              | 45 – 39 | 미국            |
| 마르티나 시노라즈카 | 5 – 3   | 도리스 윌레트   |
| 실비아 그루하와     | 5 – 5   | 리 키퍼         |
| 카롤리나 흘레빈스카 | 5 – 3   | 은징가 프레스콧 |
| 마르티나 시노라즈카 | 5 – 3   | 리 키퍼         |
| 카롤리나 흘레빈스카 | 5 – 3   | 도리스 윌레트   |
| 실비아 그루하와     | 4 – 2   | 은징가 프레스콧 |
| 카롤리나 흘레빈스카 | 2 – 7   | 리 키퍼         |
| 마르티나 시노라즈카 | 7 – 5   | 은징가 프레스콧 |
| 실비아 그루하와     | 7 – 8   | 도리스 윌레트   |

### 동메달 결정전
| 프랑스          | 32 – 45 | 대한민국 |
| 아스트래 귀야르 | 4 – 5   | 남현희   |
| 코랭 메이트르장 | 6 – 4   | 정길옥   |
| 이사오라 티뷔   | 0 – 6   | 전희숙   |
| 아스트래 귀야르 | 0 – 5   | 정길옥   |
| 아니타 블라즈   | 5 – 3   | 남현희   |
| 코랭 메이트르장 | 6 – 5   | 전희숙   |
| 아니타 블라즈   | 2 – 6   | 정길옥   |
| 아스트래 귀야르 | 5 – 6   | 오하나   |
| 코랭 메이트르장 | 4 – 5   | 남현희   |

### 금메달 결정전
| 이탈리아             | 45 – 31 | 러시아                |
| 발렌티나 베찰리      | 5 – 2   | 인나 데리글라조바     |
| 아리안나 에리고      | 5 – 3   | 라리사 코로베이니코바 |
| 엘리사 디 프란치스카 | 5 – 1   | 아이다 샤나예바       |
| 아리안나 에리고      | 5 – 2   | 인나 데리글라조바     |
| 발렌티나 베찰리      | 5 – 3   | 아이다 샤나예바       |
| 엘리사 디 프란치스카 | 5 – 1   | 라리사 코로베이니코바 |
| 일라리아 살바토리    | 5 – 9   | 아이다 샤나예바       |
| 엘리사 디 프란치스카 | 5 – 3   | 인나 데리글라조바     |
| 발렌티나 베찰리      | 5 – 7   | 라리사 코로베이니코바 |

## 최종 순위
| 순위 | 팀       | 선수                                                                              |
| ---- | -------- | --------------------------------------------------------------------------------- |
| 1    | 이탈리아 | 엘리사 디 프란치스카 아리안나 에리고 발렌티나 베찰리 일라리아 살바토리            |
| 2    | 러시아   | 인나 데리글라조바 카밀라 가푸르지아노바 아이다 샤나예바 라리사 코로베이니코바     |
| 3    | 대한민국 | 전희숙 정길옥 남현희 오하나                                                       |
| 4    | 프랑스   | 아스트래 귀야르 코랭 메이트르장 이사오라 티뷔 아니타 블라즈                       |
| 5    | 폴란드   | 실비아 그루하와 마르티나 시노라즈카 마우고르자타 보이트코비악 카롤리나 흘레빈스카 |
| 6    | 미국     | 리 키퍼 은징가 프레스콧 니콜 로스 도리스 윌레트                                   |
| 7    | 일본     | 이케하타 가나에 니시오카 시호 스가와라 치에코 히라타 쿄미                         |
| 8    | 영국     | 애나 벤틀리 나탈리아 셰파드 소피 트로이아노 마티나 에마누엘                       |
| 9    | 이집트   | 에만 엘 가말 샤이마아 엘 가말 에만 가베르 라나 엘 후세이니                        |